# قلعة الشيخ مكان
قلعة الشيخ مكان (بالفارسية: قلعه شیخ مکان) هي قلعة تاريخية تعود إلى عصر ساسانيون، وتقع في مقاطعة درة شهر.